# Lodge Gut
Lodge Gut ist ein so genannter ghaut (gut), ein ephemeres Gewässer ähnlich einer Fiumara, auf St. Kitts, im karibischen Inselstaat St. Kitts und Nevis.

## Geographie
Der Fluss entspringt im Zentrum von St. Kitts am Nordhang der South East Range. Zusammen mit zahlreichen anderen Quellbächen verläuft er im Bogen um den Berg nach Nordosten und mündet zwischen Molineux und Ottley’s mit einem deutlichen Schuttkegel in den Atlantik, ganz in der Nähe zur Mündung des benachbarten Ottleys Gut.